# Pegaso

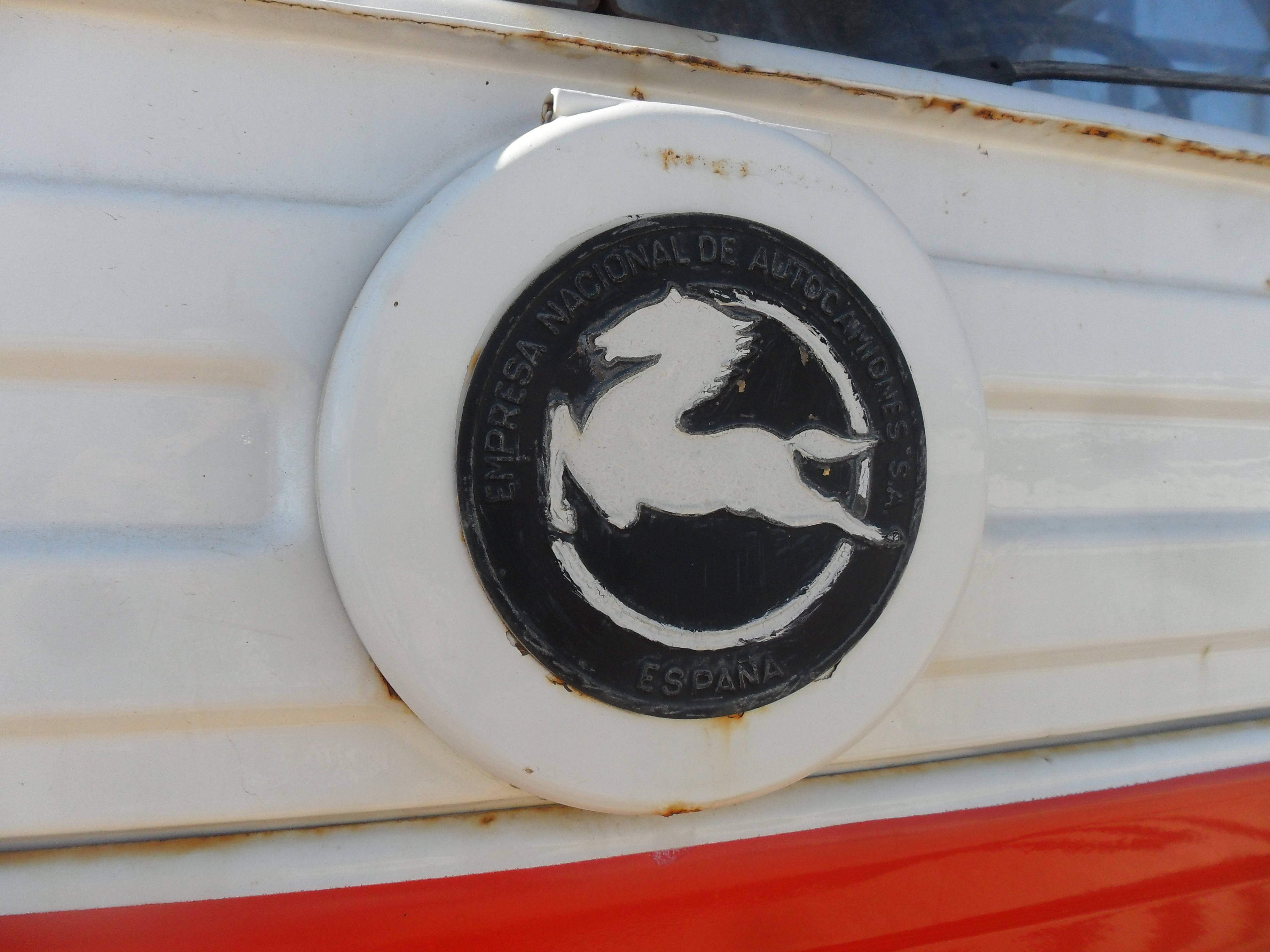
Logótipo da Pegaso.

Pegaso foi uma fabricante espanhola de caminhões, ônibus, tratores e veículos blindados, bem como de carros esportivos por um breve período. A companhia por trás da marca, ENASA (Empresa Nacional de Autocamiones, S. A., em português Empresa Nacional de Autocamiões, S. A.) foi criada em 1946 sob a direção de Wifredo Ricart.